# Ewa Borkowska-Pastwa
Ewa Borkowska-Pastwa (ur. w 1959 w Gdańsku) – harcmistrzyni, od 21 kwietnia 2012 do 3 kwietnia 2016 Przewodnicząca ZHR, absolwentka Uniwersytetu Gdańskiego, wykształcenie wyższe, z zawodu analityk systemów w Centrali ZUS. Ma męża Jana (hm.), dwoje dzieci: Jana i Lecha. Mieszka w Warszawie.

## Harcerstwo
- była drużynowa 29 Gdańskiej Drużyny Harcerek „Kotwica”
- była drużynowa 29 Gdańskiej Drużyny Harcerek Starszych „Związek Koniczyn”
- były członek-założyciel KIHAM w Gdańsku – 23 października 1980, sygnatariusz Porozumienia KIHAM 22 listopada 1980, uczestniczka III Ogólnopolskiego Zlotu Harcerek w Rebizantach k. Suśca 25–30 czerwca 1981 zorganizowanego przez Hufiec Żeński im. Olgi Drahonowskiej-Małkowskiej NRH w Lublinie, w grudniu 1982 wystąpiła z trójmiejskiego KIHAM i sygnowała wraz z innymi raport 9 lutego 1983 do hm. Stanisława Broniewskiego „Orszy”
- aktywna w niejawnym Ruchu Harcerskim, współorganizatorka „Białej Służby” w Trójmieście, w czerwcu 1987
- pod koniec 1988 poparła inicjatywę trójmiejskiego ZHR (tzw. „mały ZHR”), w ZHR od 1989 – współzałożyciel, na liście harcmistrzowskiej z rozkazu Naczelnika ZHR L3/89 z 16 czerwca 1989
- były członek Komisji Harcmistrzowskiej ZHR (1 grudnia 1990 – luty 1993)
- była Komendantka Pomorskiej Chorągwi Harcerek ZHR (1992 – 1995)
- była Przewodnicząca Komisji Harcmistrzyń ZHR (1995-1998 i 2005-2008)
- Sekretarz Rady Naczelnej (2008-2012 i od 2016)[1]

Od 6 września 1998 r. do 29 marca 2004 r. Naczelniczka Harcerek Związku Harcerstwa Rzeczypospolitej. Od 20 maja 2006 r. Wiceprzewodnicząca Związku Harcerstwa Rzeczypospolitej, a od 15 marca 2008 r. w wyniku rezygnacji hm. Marcina Jędrzejewskiego z funkcji Przewodniczącego Związku Harcerstwa Rzeczypospolitej decyzją Rady Naczelnej hm. Ewa Borkowska-Pastwa pełniła obowiązki Przewodniczącego do chwili wyboru nowego Przewodniczącego przez X Zjazd Związku Harcerstwa Rzeczypospolitej. Od 2008 członek Rady Naczelnej Związku Harcerstwa Rzeczypospolitej z wyboru. Od 21 kwietnia 2012 do 3 kwietnia 2016 Przewodnicząca ZHR.

## Odznaczenia
- Krzyż Oficerski Orderu Odrodzenia Polski (2015)[5]
- Medal Stulecia Odzyskanej Niepodległości (2020)[6]